# 청산에 우는 새야
"청산에 우는 새야"는 1971년 공개된 대한민국의 영화이다.

## 배역
- 신영균
- 문희
- 김성옥
- 황정순
- 유지훈
- 장훈
- 최삼
- 서혜진
- 김정옥
- 김신재
- 유계선
- 박병기
- 박일
- 박달
- 지계순
- 나정옥